# Fußballländerspiel Chile – Sowjetunion 1973
Das Fußballländerspiel Chile – Sowjetunion 1973 war das Rückspiel der interkontinentalen Play-offs in der Qualifikation zur Fußball-Weltmeisterschaft 1974 in Santiago de Chile. Die Fußballnationalmannschaft der UdSSR weigerte sich nach dem Militärputsch in Chile, am Austragungsort anzutreten. Das Spiel fand in Abwesenheit der sowjetischen Mannschaft statt und wurde nach wenigen Sekunden beim Stand von 1:0 für die chilenische Fußballnationalmannschaft abgebrochen und danach mit 2:0 für die Chilenen gewertet.

## Vorgeschichte
Während die Sieger der anderen acht europäischen Qualifikationsgruppen direkt für die erstmals in der Bundesrepublik Deutschland ausgetragene Fußball-Weltmeisterschaft 1974 qualifiziert waren, musste die Sowjetunion als Erster der Europagruppe 9 in zwei Play-off-Spielen um die Teilnahme an der WM-Endrunde gegen Chile, den Sieger der nur aus zwei Mannschaften bestehenden Südamerika-Gruppe 3, antreten.
Die interkontinentalen Qualifikationsspiele zwischen der Sowjetunion und Chile waren für den 26. September 1973 in Moskau und den 21. November 1973 in Santiago de Chile angesetzt. Das Hinspiel fand nur zwei Wochen nach dem gewaltsamen Sturz des demokratisch gewählten chilenischen Präsidenten Salvador Allende statt und endete torlos. Nach und nach sickerten Meldungen durch, dass im Estadio Nacional de Chile, das als Austragungsort für das Rückspiel bestimmt worden war, nach dem Putsch massive Menschenrechtsverletzungen durch die von Augusto Pinochet geführte Militärregierung an politischen Gefangenen begangen worden waren, weshalb die Sowjetunion sich weigerte, in diesem Stadion anzutreten.

## Der „Spielverlauf“
Weil die Mannschaft der Sowjetunion gar nicht erst angereist war, pfiff der österreichische Schiedsrichter Erich Linemayr ein „Fußballspiel“ der besonders grotesken Art und Weise an, wie es der kicker formulierte. Mit Linemayr betraten mangels Anwesenheit der sowjetischen Spieler lediglich elf chilenische Nationalspieler den Platz, weil die FIFA angeordnet hatte, dass die chilenische Mannschaft antreten müsse, um die Qualifikation sicherzustellen. Nach dem Anpfiff spielten sich einige chilenische Spieler den Ball auf dem Weg zum verwaisten gegnerischen Tor gegenseitig zu, den Mannschaftskapitän Francisco Valdés schließlich im Tor unterbrachte. Weil es keinen Gegner gab, der den nach einem Tor erforderlichen Anstoß hätte ausführen können, wurde die Begegnung bereits nach wenigen Sekunden wieder abgepfiffen.
Auch die gesamten Begleitumstände wirkten eher beklemmend als wie ein entscheidendes Qualifikationsspiel zu einer Fußball-Weltmeisterschaft. Im Stadion, das zu jener Zeit fast 100.000 Besucher hätte aufnehmen können, waren lediglich rund 15.000 ausgesuchte Zuschauer versammelt. Der für die Begegnung aufgestellte ehemalige chilenische Nationalspieler Carlos Caszely erinnerte sich später:

„Statt richtiger Fans saßen nur geladene Gäste im Publikum, in dieser unruhigen Zeit war es den Menschen verboten, ins Stadion zu gehen. Die Stimmung war dementsprechend gespenstisch. Ich wäre am liebsten sofort wieder gegangen, doch der österreichische Schiedsrichter Erich Linemayr wies uns darauf hin, dass die Partie angepfiffen werden müsste, um die Qualifikation sicherzustellen. Wir stellten uns also auf und er pfiff das Spiel an. Wir gegen niemanden! […] Es war wirklich das mit Abstand absurdeste Spiel, das ich je absolviert habe, und wohl auch das kürzeste WM-Qualifikationsspiel der Fußballgeschichte.“

Im Nachhinein wurde das Spiel von der FIFA mit 2:0 für Chile gewertet, was faktisch keinen Unterschied zum „erzielten Ergebnis“ von 1:0 machte. Chile wäre in jedem Fall zur WM gefahren.